# Ingo Althöfer

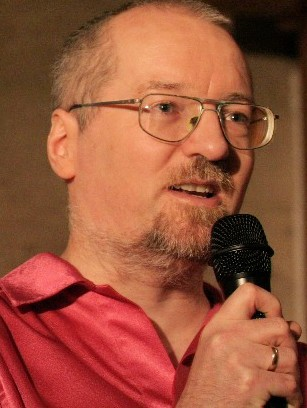
Ingo Althöfer, Musical 2008

Ingo Althöfer (* 11. Februar 1961 in Lage) ist ein deutscher Mathematiker, Informatiker und Spiele-Erfinder.

## Leben und Wirken

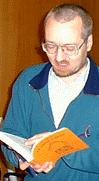
Ingo Althöfer, Schachcomputer-WM 1999

Althöfer promovierte 1986 in Bielefeld bei Rudolf Ahlswede mit dem Thema Asymptotic Properties of Certain Competition Systems in Artificial Intelligence and Ecology. In der Mathematik liegen seine Forschungsschwerpunkte in den Bereichen Spieltheorie, Kombinatorische Optimierung und beim Design kombinatorischer Raumfahrt-Trajektorien (vor allem in Zusammenarbeit mit Dietmar Wolz). Von 1994 bis zur Pensionierung hatte er den Lehrstuhl für Mathematische Optimierung an der Friedrich-Schiller-Universität Jena inne. Zusammen mit Christian Deppe und Ulrich Tamm gibt er Rudolf Ahlswede's Lectures on Information Theory heraus (bis Juni 2021 waren im Springer-Verlag sechs von geplanten zehn Bänden erschienen).
Neben seinem Wirken als Mathematiker war und ist Althöfer auch in verschiedenen anderen Bereichen kreativ tätig. Im Jahre 1985 führte er das 3-Hirn-Konzept im Schachspiel ein: Ein menschlicher Spieler (das dritte Hirn) trifft die Endauswahl unter den Zugvorschlägen von zwei verschiedenen Schachcomputern. In vielen Experimenten (zwischen 1985 und 1997) zeigten sich 3-Hirne um 200 Elo-Punkte stärker als die beteiligten Komponenten.
Gemeinsam mit Timo Klaustermeyer führte Althöfer im Jahre 2004 das Prinzip der von ihm seinerzeit „Freistil-Schach“ genannten Schachspielweise ein. Dabei besteht ein Team aus beliebig vielen Menschen und Computerhilfe in beliebiger Form. Das erste Freistil-Blitzturnier wurde von den beiden Erfindern im August 2004 online durchgeführt. Seit dem Herbst 2018 gibt es Freistil-Turniere auch im Go-Spiel.
Althöfer entwickelte zudem als Spiele-Erfinder mehrere Spiele mit Computerhilfe. Seine bekanntesten Spiele sind EinStein würfelt nicht (2004), Zoff der Zünfte (2005), Torjäger (2010), Rapa Nui (2005, mit Reinhold Wittig), Galtoni (2012, 2020) und San Jego (2015). Dabei veröffentlichte er seine Spiele teilweise in seinem Eigenverlag 3-Hirn-Spiele sowie in der Edition Perlhuhn von Reinhold Wittig; einzelne Spiele wurden auch von größeren Verlagen wie Noris Spiele, Kosmos Spiele und Gerhards Spiel und Design veröffentlicht.
Althöfer hat experimentell untersucht, wie sich Lego-Steine beim Waschen in der Waschmaschine zu Zufalls-Komplexen zusammensetzen.

## Werke (Auswahl)

### Bücher
- 13 Jahre 3-Hirn: Meine Schach-Experimente mit Mensch-Maschinen-Kombinationen. 3-Hirn-Verlag, 1998.
- mit Roland Voigt: Spiele, Rätsel, Zahlen: Faszinierendes zu Lasker-Mühle, Sudoku-Varianten, Havannah, EinStein würfelt nicht, Yavalath, 3-Hirn-Schach, ... Springer-Spektrum, 2014.
- mit Hartmut Menzer: Zahlentheorie und Zahlenspiele: Sieben ausgewählte Themenstellungen. De Gruyter, 2014, doi:10.1524/9783486720310.
- Lothar Collatz zwischen 1933 und 1950 – Eine Teilbiographie. 3-Hirn-Verlag, Lage, 2019.
- Am Ende wird es Lippe sein – Über den Flüchtlingszug mit Berliner Lehrerinnen und Schülerinnen im Jahr 1945. 3-Hirn-Verlag, Lage, 2020.
- Mathe in Abizeitungen und Schul-Erinnerungen. Books on Demand, 2022, ISBN 978-3-7557-6829-6
- Vergesst ihn nicht – Das Rätsel Ernst Werner. Books on Demand, 2022, ISBN 978-3-7557-4170-1

### Ausgewählte Aufsätze
- Das Dreihirn – Entscheidungsteilung im Schach. Magazin Computerschach & Spiele, Dezember 1985, S. 20–22 als pdf
- Nim games with arbitrary periodic moving orders. International Journal of Game Theory, Band 17, 1988, 165–175
- Asymptotic properties of levelregular decision trees with randomly evaluated leaves. Probability Theory and Related Fields, Band 80, 1989, 381–394
- Data compression using an intelligent generator: the storage of chess games as an example. Artificial Intelligence, Band 52, 1991, 109–113
- mit Gautam Das, David Dobkin, Deborah Joseph und José Soares: On sparse spanners of weighted graphs. Discrete & Computational Geometry, Band 9, 1993, S. 81–100
- On sparse approximations to randomized strategies and convex combinations. Linear Algebra and Applications, Band 199, 1994, S. 339–355
- mit Imre Leader: Correlation of Boolean functions and pathology in recursion trees. SIAM Journal of Discrete Mathematics, Band 8, 1995, S. 526–535
- mit Walter Wenzel: 2-best solutions under distance constraints: the model and exemplary results for matroids. Advances in Applied Mathematics, Band 22, 1999, S. 155–185
- mit Raymond Georg Snatzke: Playing Games with Multiple Choice Systems. Im Tagungsband „Computer Games 2002“ (Editoren J.Schaeffer und andere), Lecture Notes in Computer Science, Band 2883, S. 142–153, 2003.
- Improved game play by multiple computer hints. Theoretical Computer Science, Band 313, 2004, S. 315–324
- Evolution of Complexes from LEGO™ Bricks in a Washing Machine. Annals of Improbable Research, Band 20, 2014, Heft März–April. als pdf
- Lothar Collatz – Schüler, Lehrer, Mensch. OR-News, Ausgabe 64, November 2018, S. 28–34. als pdf
- Computer Chess and Chess Computers in East Germany. ICGA Journal, Band 42, Heft 2–3, November 2020, S. 152–164.
- mit Raphael Thiele: Analyzing a variant of Clobber: The game of San Jego. ICGA Journal, Band 42, Heft 4, Dezember 2020, S. 257–271.

## Ludographie (Auswahl)
- 2004: Einparken bis zum Abwinken (3-Hirn-Verlag)
- 2004: EinStein würfelt nicht! (3-Hirn-Verlag und Edition Perlhuhn, Göttinger Spiele)
- 2005: Die Regenbogen-Karawane (3-Hirn-Verlag)
- 2005: Play Gauss (mit Reinhold Wittig; 3-Hirn-Verlag und Edition Perlhuhn, Göttinger Spiele)
- 2005: Zoff der Zünfte (3-Hirn-Verlag)
- 2005: Rapa Nui (mit Reinhold Wittig; Edition Perlhuhn, Göttinger Spiele; seit 2006 auch beim Giseh Verlag)
- 2005: Parade (3-Hirn-Verlag und Edition Perlhuhn, Göttinger Spiele)
- 2005: Jenaer Turm (3-Hirn-Verlag und Edition Perlhuhn, Göttinger Spiele)
- 2005: Hermann und Thusnelda verprügeln die Römer (3-Hirn-Verlag)
- 2005: Finale (Noris Spiele, bis 2009) alias Torjäger (Kosmos Spiele, seit 2010)
- 2005: EinStein würfelt nicht! Erweiterung für drei oder vier Spieler (3-Hirn-Verlag)
- 2005: Blitz! (3-Hirn-Verlag und Rombol)
- 2007: Sisyphos (Edition Perlhuhn, Göttinger Spiele)
- 2007: Seasons of the Sun (3-Hirn-Verlag)
- 2007: Big Balls (mit Jakob J. Lübke; 3-Hirn-Verlag)
- 2007: 1558: Hanfrieds Erbe (3-Hirn-Verlag)
- 2008: Omba, später Docker (mit Hilko Drude und Reinhold Wittig; Edition Perlhuhn, Göttinger Spiele, 1-2-3-Games Éditions, Jactalea, Blue Orange)
- 2012: Galtoni (Edition Perlhuhn, Göttinger Spiele; Gerhards Spiel und Design seit 2020)
- 2015: San Jego (Bauanleitung und Spielregel im LEGO-Forum 1000steine.de)